# Paravaejovis pumilis
Espèce
Synonymes
- Vaejovis pumilis Williams, 1970
- Paruroctonus pumilis (Williams, 1970)

Paravaejovis pumilis est une espèce de scorpions de la famille des Vaejovidae.

## Distribution
Cette espèce est endémique de Basse-Californie du Sud au Mexique.

## Description
Le mâle holotype mesure 26,5 mm et la femelle paratype 24,4 mm.

## Systématique et taxinomie
Cette espèce a été décrite sous le protonyme Vaejovis pumilis par Williams en 1970. Elle est placée dans le genre Paruroctonus par Stahnke en 1974 puis dans le genre Paravaejovis par Williams en 1980.

## Publication originale
- Williams, 1970 : « Scorpion fauna of Baja California, Mexico: Eleven new species of Vejovis (Scorpionida: Vejovidae). » Proceedings of the California Academy of Sciences, sér. 4, vol. 37, p. 275-331 (texte intégral).